# 凱爾澤斯

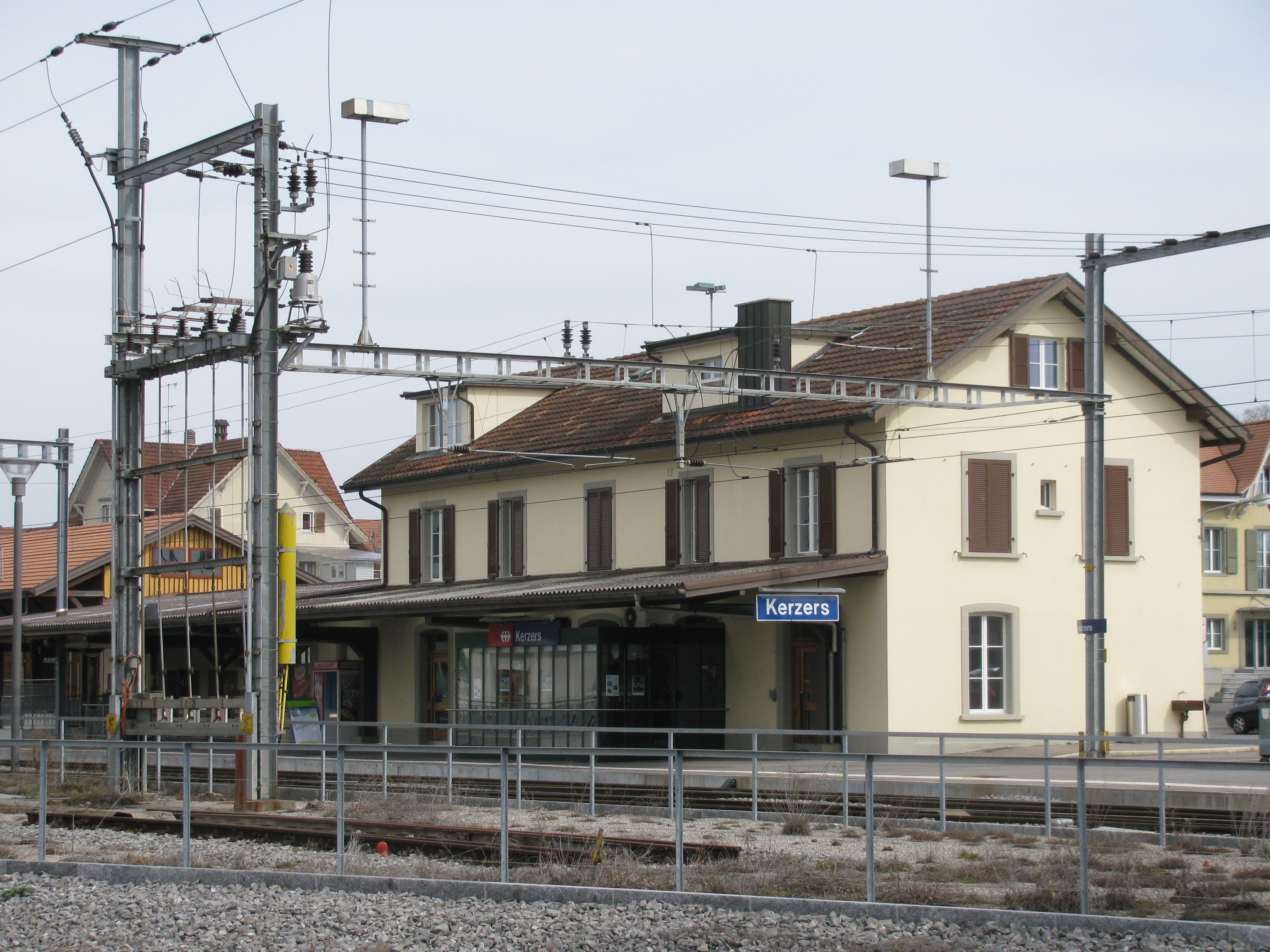

凱爾澤斯（德語：Kerzers）是瑞士的城鎮，位於該國西部，由弗里堡州負責管轄。

## 地理
面積12.23平方公里，海拔高度450米。

## 历史
在罗马时代，当地位于从阿文提库姆（Aventicum）到萨洛杜鲁姆（Soleure）的道路上，当时的名称为“ad Carcerem”，有“篱笆”或“围栏”的含义。在古老的文献中，可以看到这一地名的不同写法：Chartris Villa（926年），Kercers（1153年），Chiertri（1228年），Kerzers（1276年）和Chiertres（1285年）。
第一座教堂建于961年，由勃艮第王后Berthe资助。1530年，当地转而支持宗教改革。
村庄两次毁于战火，第一次是在1339年的劳彭战役中，第二次是在1476年，被穆尔滕的大胆查理军队摧毁。
曾长期属于萨伏伊伯国统治。1475年，伯尔尼和弗里堡的军队征服穆尔滕，共治持续到1798年。随着海尔维第共和国的结束，当地正式加入弗里堡州。

## 人口
2011年人口4,654，六成半人口信奉基督教，人口密度每平方公里381人。

## 景点
当地建有蝴蝶馆和夜行动物馆。

## 外部連結
- Official website （德文）